# دوي نانغ نن (سلسلة جبال)
دوى نانغ نن  ((بالتايلندية: ดอยนางนอน)‏; جبل السيدة النائمة) هي سلسلة جبال من المرتفعات التايلاندية تقع في مقاطعة تشيانغ ري في  تايلاند. وهي جزء ذو تشكيل كارستي من النهاية الجنوبية لسلسلة جبال داين لاو مع عديد كبير من الشلالات والكهوف. وجزء من المنطقة مقتطع لمنتزة الغابات ثام لوانغ–خون نام نانغ نون (วนอุทยานถ้ำหลวง-ขุนน้ำนางนอน).